# Oenothera magellanica
Oenothera magellanica är en dunörtsväxtart som beskrevs av Rodolfo Amando Philippi. Oenothera magellanica ingår i släktet nattljussläktet, och familjen dunörtsväxter. Inga underarter finns listade i Catalogue of Life.

## Bildgalleri

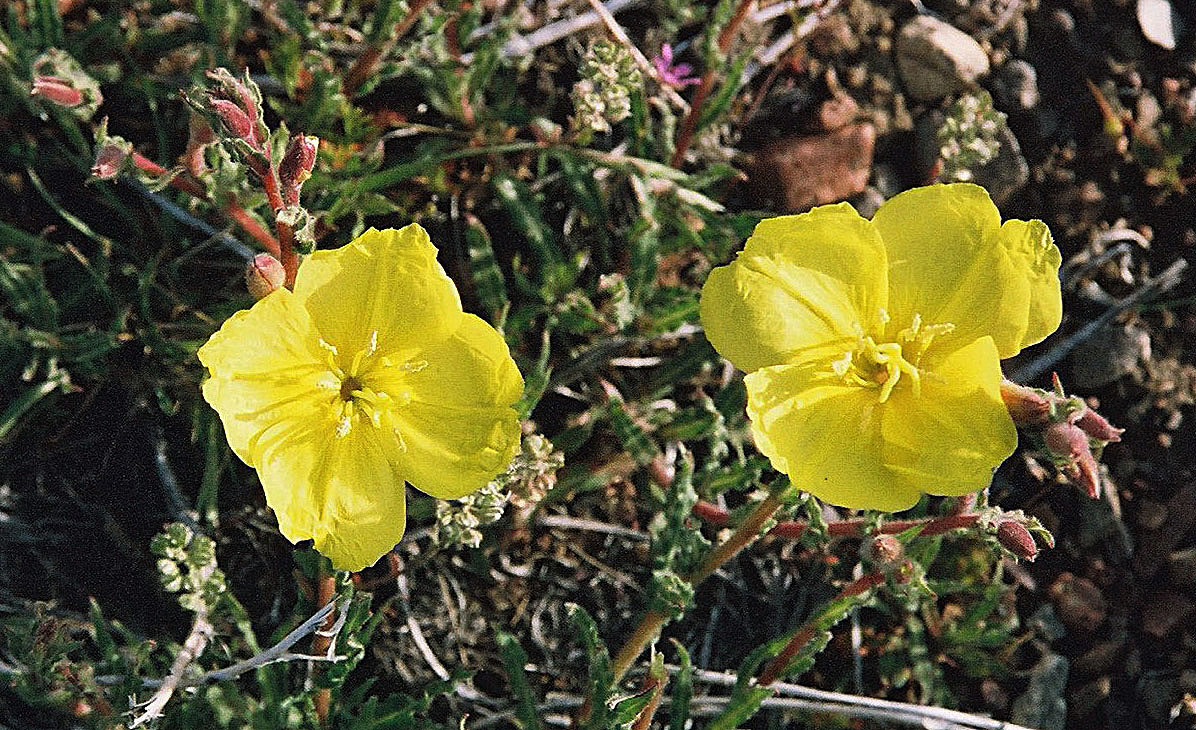